# Ганс-Юрген Барч
Ганс-Юрген Барч (нім. Hans-Jürgen Bartsch; 31 березня 1921, Ганновер — ?) — німецький офіцер-підводник, оберлейтенант-цур-зее крігсмаріне.

## Біографія
1 грудня 1939 року вступив на флот. З 7 січня 1943 року — 2-й, з березня 1943 року — 1-й вахтовий офіцер на підводному човні U-957. В січні 1944 року переданий в розпорядження 11-ї флотилії. В березні-травні пройшов курс командира човна. З 2 по 25 травня 1944 року — командир U-18, з 26 травня по 21 грудня 1944 року — U-17. В грудні 1944 року знову переданий в розпорядження 11-ї флотилії. З 1 березня по 8 травня 1945 року — вахтовий офіцер на U-1023.

## Звання
- Кандидат в офіцери (1 грудня 1939)
- Морський кадет (1940)
- Фенріх-цур-зее (1 листопада 1940)
- Оберфенріх-цур-зее (1 листопада 1941)
- Лейтенант-цур-зее (1 травня 1942)
- Оберлейтенант-цур-зее (1 грудня 1943)

## Нагороди
- Залізний хрест 2-го класу (13 січня 1944)
- Нагрудний знак підводника (травень 1945)